# Karakert
Karakert – wieś w Armenii, w prowincji Armawir. W 2011 roku liczyła 4471 mieszkańców.